# Sphingonotus pictipes
Sphingonotus pictipes är en insektsart som beskrevs av Boris Petrovich Uvarov och Vitaly Michailovitsh Dirsh 1952. Sphingonotus pictipes ingår i släktet Sphingonotus och familjen gräshoppor. Inga underarter finns listade i Catalogue of Life.